# Ehun metro
Ehun metro és una novel·la en basc de Ramon Saizarbitoria que va ser publicada per primera vegada el 1976. Va tenir catorze edicions fins a 2011 i va ser traduït a quatre llengües. Al 1985, el director Alfonso Ungria la va adaptar al cinema amb el mateix títol Ehun metro.

## Argument
Explica els últims cent metres que corre un membre de la banda terrorista ETA abans de ser assassinat a la plaça de la Constitució de Sant Sebastià escapant dels policies, recordant les vivències de la seva infantesa, els dies de clandestinitat, una relació amorosa del passat, intercalant informació dels titulars de periòdics, els interrogatoris policials i els comentaris de la gent del carrer.
La novel·la reflecteix la repressió del franquisme i l'ambient opressor que es vivia a Hegoalde, especialment contra la llengua basca. La narració es desenvolupa d'una manera especial, aprofitant els estils que van renovar la literatura basca d'aquell temps, com l'ocupació de flaix-backs, el collage, l'el·lipse i diferents recursos intercalats en el relat que vinculen tots els elements per al lector.